# Missione finale
Missione finale è un film del 1988 diretto da Ferdinando Baldi e Pak Jong-ju (con lo pseudonimo di Ted Kaplan).